# Ірене Кадуріш
Ірене Кадуріш (23 жовтня 1991 , Самедан, Граубюнден ) — швейцарська біатлоністка. Учасниця зимових Олімпійських ігор 2014 і 2018 років.

## Життєпис
Першим великим турніром для спортсменки став Чемпіонат світу з біатлону в німецькому Рупольдінгу, де вона взяла участь в естафеті. До складу жіночої збірної Швейцарії з біатлону вона остаточно потрапила і сезоні 2013-2014. Перед тим Кадуріш виступала на лижних змаганнях та брала участь у чемпіонаті Швейцарії з лижних перегонів.
У своєму першому сезоні в Кубку світу Кадуріш посіла 70-те місце в особистому заліку. Свій найкращий результат в особистих перегонах вона показала в Поклюці, де посіла 19-те місце у спринті.
На Олімпіаді в Сочі найкраще досягнення Кадуріш — 9-те місце в естафеті, де вона виступала разом із сестрами Ґаспарін.

## Результати за кар'єру
Усі результати наведено за даними Міжнародного союзу біатлоністів.

### Олімпійські ігри
| Змагання                        | Інд. перегони | Спринт | Перегони пер. | Масстарт | Естафета | Змішана ес. |
| Олімпійські ігри 2014 Сочі      | 37            | —      | —             | —        | 9        | —           |
| Олімпійські ігри 2018 Пхьончхан | —             | 8      | 16            | 28       | 6        | —           |

### Чемпіонати світу
| Змагання          | Інд. перегони | Спринт | Перегони пер. | Масстарт | Естафета | Змішана ес. | Од. змішана ес. |
| ----------------- | ------------- | ------ | ------------- | -------- | -------- | ----------- | --------------- |
| Рупольдінґ 2012   | —             | —      | —             | —        | 21       | —           | Не пров.        |
| Голменколлен 2016 | 73            | 46     | 51            | —        | 16       | —           | Не пров.        |
| Поклюка 2021      | 8             | —      | —             | —        |          | —           | 9               |

### Кубки світу
- Найвище місце в загальному заліку: 71-ше 2014 року.
- Найвище місце в окремих перегонах: 8-ме.

#### Підсумкові місця в Кубку світу за роками
| Сезон     | Заг. залік | Інд. перегони | Спринт | Перегони пер. | Мас-старт |
| 2013-2014 | 71         |               | 66     | 69            |           |
| 2015-2016 | 82         |               | 72     | 81            |           |
| 2017-2018 | 89         |               | 78     | (JO)          | (JO)      |
| 2020-2021 | 49         | 24            | 51     | 56            |           |